# Lily Elsie
Elsie Cotton (de soltera Hodder, 8 de abril de 1886 – 16 de diciembre de 1962), conocida profesionalmente como Lily Elsie, fue una actriz y cantante inglesa de la época eduardiana. Era conocida principalmente por su papel protagonista en el estreno londinense de la opereta de Franz Lehár The Merry Widow.
Tras comenzar su carrera como estrella infantil en la década de 1890, Elsie se labró una reputación en varias comedias musicales eduardianas de éxito antes de alcanzar el gran éxito con The Merry Widow, estrenada en 1907. Posteriormente, protagonizó varias operetas y musicales de éxito, entre ellos The Dollar Princess (1909), A Waltz Dream (1911) y The Count of Luxembourg (1911). Admirada por su belleza y encanto en el escenario, Elsie se convirtió en una de las mujeres más fotografiadas de la época eduardiana.

## Vida y carrera
Elsie nació en Armley, Yorkshire del Oeste. Su madre, Charlotte Elizabeth Hodder (1864–1922), era modista y regentaba una pensión. Se casó con William Thomas Cotton, trabajador teatral, en 1891, y Elsie pasó a llamarse Elsie Cotton. La familia vivía en Mánchester. Elsie era también sobrina de Wilfred Cotton, que se casó con la actriz Ada Reeve.

### Estrella infantil
Elsie, una precoz estrella infantil, apareció en music halls y espectáculos de variedades como imitadora infantil conocida como Little Elsie. Sin embargo, según se dice, era muy tímida, incluso de adulta. Entre 1895 y 1896, actuó en conciertos y pantomimas en teatros de Salford. En 1896, interpretó el papel de la princesa Mirza en The Arabian Nights en el Queen's Theatre de Mánchester. Luego, en la Navidad de 1896–97, a la edad de diez años, apareció en el papel protagonista de Little Red Riding Hood en el mismo teatro durante seis semanas y luego en una gira durante seis semanas más. Su primera aparición en Londres fue en la Navidad de 1898 en King Klondike, en el Britannia Theatre de Sara Lane, en el papel de Aerielle, el espíritu del aire. A continuación, Elsie realizó una gira por las provincias, viajando hasta Bristol y Hull durante un año completo con McKenna's Flirtation, una farsa del estadounidense E. Selden, en 1900. A continuación, actuó en pantomimas navideñas, entre ellas Dick Whittington (1901), The Forty Thieves (1902) y Blue Beard (1903), y realizó giras con comedias musicales eduardianas, como The Silver Slipper, de Owen Hall, con música de Leslie Stuart (1901–02), y Three Little Maids (1903). A partir de 1900, adoptó el nombre artístico de Lily Elsie.
Elsie se unió entonces a la compañía de George Edwardes en el Daly's Theatre de Londres como corista. En 1903, asumió el papel de la princesa Soo-Soo en el exitoso musical A Chinese Honeymoon y luego protagonizó el fracaso Madame Sherry, de Hugo Felix, en el Teatro Apollo. A continuación, interpretó los papeles de Gwenny Holden en Lady Madcap, Lady Patricia Vereker en The Cingalee en 1904, Madame du Tertre en The Little Michus en 1905 y Lady Agnes Congress en The Little Cherub (durante la cual fue despedida por Edwardes por reírse, pero pronto fue recontratada), Humming Bird en See See y Lally en The New Aladdin en el Gaiety Theatre, todas en 1906. Entre 1900 y 1906, apareció en 14 espectáculos.

### Merry Widowy años de fama

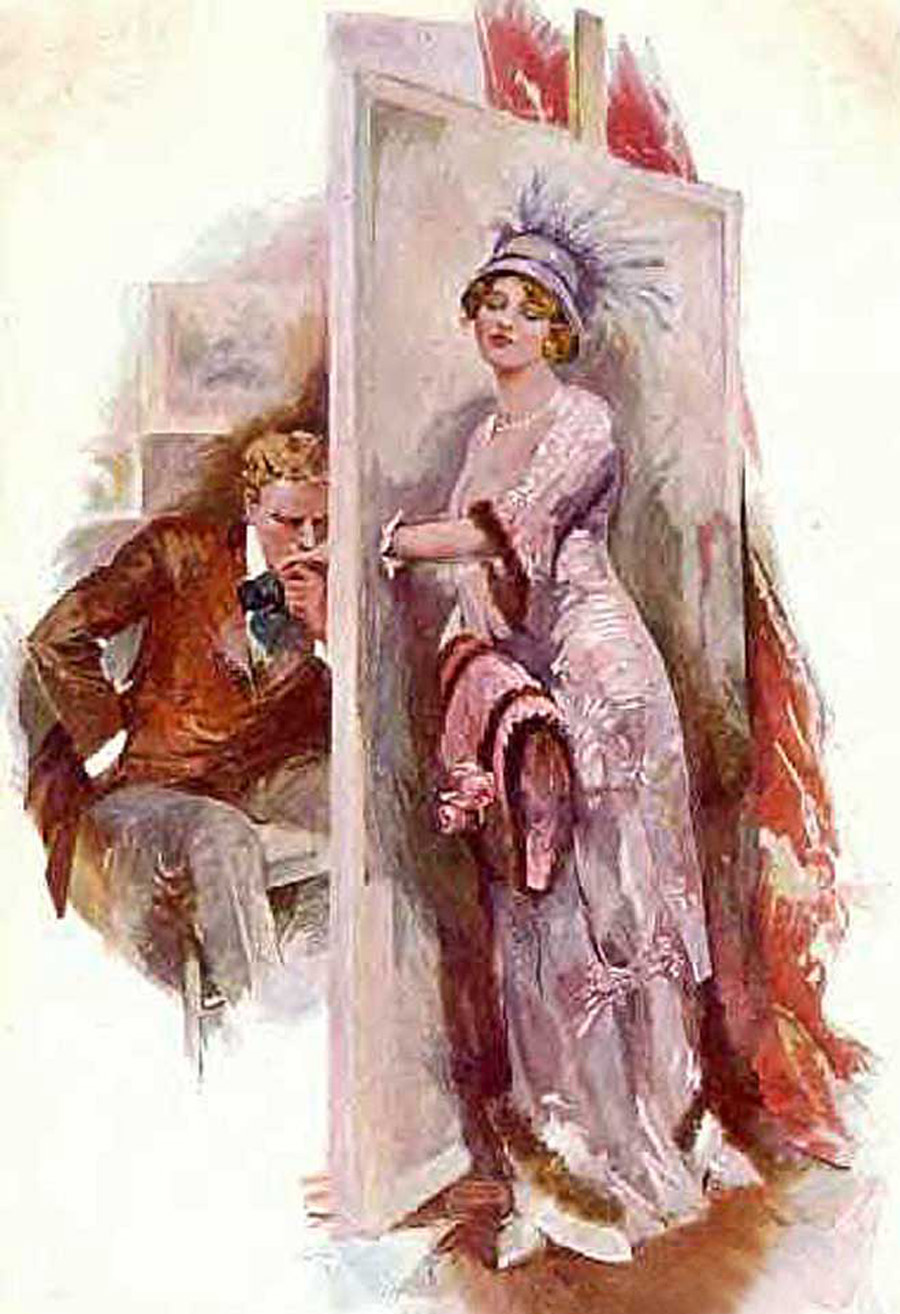
Elsie en The Count of Luxembourg

El mayor éxito de Elsie llegó con la creación del papel protagonista en la versión en inglés de The Merry Widow en la producción londinense. Edwardes llevó a Elsie a ver la versión original alemana (Die Lustige Witwe) en Berlín. Al principio, Elsie se mostró reacia a aceptar el exigente papel, ya que pensaba que su voz era demasiado ligera para él, pero Edwardes la convenció para que lo aceptara. Edwardes la llevó a ver a la famosa diseñadora Lucile para que le diera clases de estilo. Lucile escribió más tarde: "Me di cuenta de que se trataba de una chica que tenía tanto belleza como inteligencia, pero que nunca había aprendido a sacar lo mejor de sí misma. Era tan tímida y retraída en aquella época que un productor menos astuto que George Edwardes probablemente la habría descartado y la habría dejado en el coro." La producción, con letra en inglés de Adrian Ross, se estrenó en junio de 1907 y se representó durante 778 funciones en el Daly's Theatre. Elsie creó el papel en el Daly's y realizó una gira con él a partir de agosto de 1908. El espectáculo fue un enorme éxito para sus creadores y convirtió a Elsie en una gran estrella. Un crítico elogió en la noche del estreno "la juventud, el encanto delicado y la gracia, la belleza y la exquisita danza con que la señorita Elsie investe el papel... Comparto la opinión de la mayoría de los asistentes al estreno, que consideraron que no podría haber estado en mejores manos ni haber sido mejor interpretado... La noche fue un auténtico triunfo para la señorita Elsie, que se mereció todas las ovaciones que recibió."
Lucile diseñó el vestuario de Elsie en The Merry Widow (incluidos los sombreros con plumas que se convirtieron en una moda extraordinaria) y, a partir de entonces, utilizó a Elsie para promocionar sus diseños, creando su ropa personal y el vestuario para varios de sus otros espectáculos. Lucile escribió: "Esa temporada fue muy brillante, quizás la más brillante de la serie que llevó la vida social del Londres de antes de la guerra a su apogeo. Y justo cuando estaba en su apogeo, se estrenó una nueva obra con una nueva actriz, que hizo que toda la ciudad se volviera loca por su belleza...." La imagen de Elsie era muy solicitada por los anunciantes y en las postales, y recibía regalos de gran valor no solicitados de muchos admiradores masculinos (e incluso legados). Lucile comentó: "Era absolutamente indiferente a la mayoría [de los hombres], ya que una vez me dijo que no le gustaba el carácter masculino y consideraba que los hombres solo se comportaban de forma tolerable con una mujer que los trataba con frialdad." Sin embargo, Elsie se convirtió en una de las bellezas más fotografiadas de la era eduardiana. Según el periódico Atlanta Constitution de Estados Unidos, en 1915:

"Quizás su rostro se parezca más al perfil de la Venus de Milo que al de cualquier otra belleza famosa. No hay ángulos en ninguna parte de su rostro... Si viniera a Estados Unidos, sin duda la llamarían la mujer más bella de América. La naturaleza nunca tuvo más éxito en el ámbito de la belleza que con Lily Elsie. La mayoría de sus pretendientes procedían de la nobleza. Todo el mundo está de acuerdo en que Lily Elsie tiene la boca más besable de toda Inglaterra... posee el contorno del arco de Cupido con los extremos curvados delicadamente hacia arriba, listos para sonreír... Curiosamente, las mujeres del país se encontraban entre sus admiradoras más devotas."

Después de The Merry Widow, Elsie apareció en otras 16 obras, entre ellas las exitosas versiones en inglés de The Dollar Princess en 1909; como Franzi en el estreno británico de A Waltz Dream en 1911; y como Angèle en The Count of Luxembourg, también en 1911, cosechando continuos elogios. Un crítico escribió que "era un gran placer simplemente verla caminar por el escenario."
Elsie dejó el reparto de The Count of Luxembourg para casarse con el mayor John Ian Bullough (1885–1936), de 1,90 m de altura, hijo de un rico fabricante textil, pero se dice que el matrimonio fue en su mayor parte infeliz. Además, Elsie padecía a menudo problemas de salud, entre ellos anemia, y se sometió a varias operaciones durante sus años en los escenarios. La columna de cotilleos de The Pelican la llamaba "la actriz ocasional". Bullough quería que su esposa se retirara de los escenarios. Elsie, agotada y reacia a la publicidad, se alegró de abandonar los escenarios durante los siguientes años, salvo para actuaciones benéficas en favor del esfuerzo bélico. Regresó en el papel protagonista de la comedia de Louis Parker Malvourneen con Herbert Beerbohm Tree en el His Majesty's Theatre, como Lady Catherine Lazenby en The Admirable Crichton en 1916 y en el papel protagonista de Pamela, escrita por Arthur Wimperis, con canciones de Frederic Norton (1917; con Owen Nares). The Tatler escribió sobre su actuación en Malvourneen: "Todo el mundo debería ver a la señorita Lily Elsie en esta obra, ya que nos muestra que su comedia es tan buena como su comedia musical, lo cual es mucho decir."

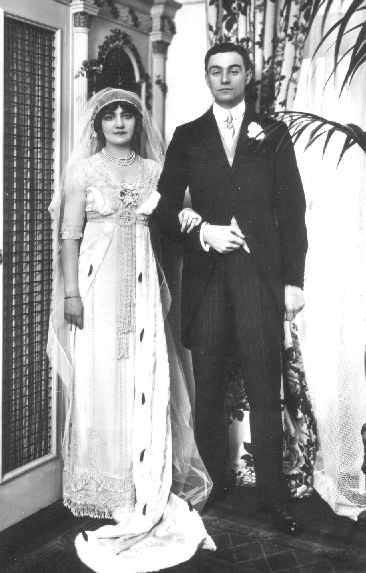
Foto de casamiento, 1911

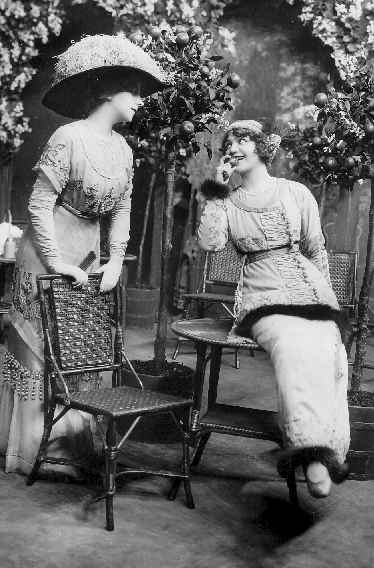
Amy Evans y Elsie en A Waltz Dream, 1911

### Últimos años
En 1920, Elsie se mudó con su marido al pueblo de Redmarley D'Abitot, en Gloucestershire. Durante este tiempo, pasó diez años alejada de los escenarios, disfrutando de eventos sociales y de la caza del zorro. Regresó a los escenarios, primero de gira y luego actuando en el Prince of Wales's Theatre de Londres en 1927 como Eileen Mayne en The Blue Train, la adaptación al inglés de la comedia musical alemana Mädi, de Robert Stolz. Su última obra antes de retirarse fue el exitoso The Truth Game, de Ivor Novello, de nuevo en el Daly's Theatre, en 1928–1929.
Finalmente, en 1930, el infeliz matrimonio de Elsie terminó en divorcio, ya que su salud se deterioró aún más y comenzó a sufrir ataques de mal humor.[cita requerida] Pasó mucho tiempo en residencias de ancianos y sanatorios suizos. Le diagnosticaron graves trastornos psicológicos y se sometió a una operación de cerebro que, según se informa, mejoró su salud. Pasó sus últimos años en el St. Andrew's Hospital de Londres.
Elsie murió en el Hospital St. Andrew's (demolido en 1973), en Cricklewood, Londres, a los 76 años, y fue incinerada en el crematorio de Golders Green.

## Grabaciones y películas
De Pamela, Dúo con Owen Nares. Música por Frederick Norton. Letras por Arthur Wimperis. Grabado el 22 de enero de 1918:
- "I'm so very Glad I met You". His Master's Voice 04224 (Matrix No. HO-3046 af)
- "It's not the things you've got". His Master's Voice 04225 (Matrix No. HO-3051 af)
- "I Loved you so". His Master's Voice 03602 (Matrix No. HO 3048 af)
- "Waltz theme and Cupid" (Finales, Act 2). His Master's Voice 04223 (Matrix No. HO 3053 af)
- "Cupid, Cupid". His Master's Voice 03601 (Matrix No. HO 3054 af)

De The Blue Train. Música por Robert Stolz, Ivy St. Helier y Gorney, letras por Dion Titheradge y Reginald Arkell. Grabado en 1927:
- "The Blue Train". (Titheradge and Gorney) Columbia 4438 (Matrix No. 5661)
- "When a Girl is in Love with a Man". (Titheradge, Arkell, and Stolz) Duet with Arthur Margetson. Columbia 9223 (Matrix No. AX 2866)
- "Eileen". (Arkell and Stolz) Duet with Arthur Margetson. Columbia 4439 (Matrix No. A 5660)
- "Swiss Fairyland". (Arkell and Stolz) Columbia 4438 (Matrix No. A 5662)
- "You Didn't Ask Me First". (Arkell and St.Helier) Duet with Arthur Margetson. Columbia 9223 (Matrix No. AX 2867)

Elsie apareció en dos películas[cita requerida]: la película de D. W. Griffith The Great Love (1918, como papel de cameo), y Comradeship (1919).

## Galería

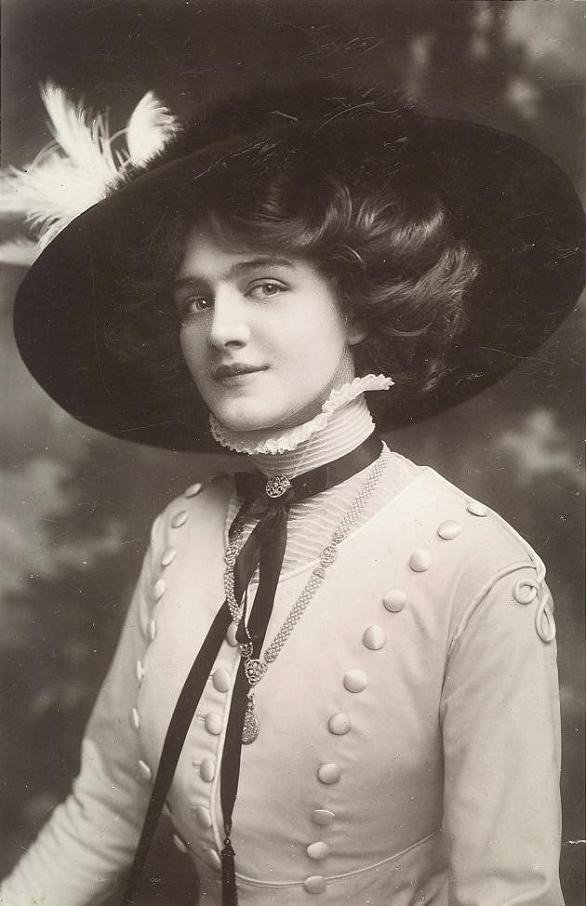
Lily Elsie – Tarjeta postal, con matasellos de Birmingham, septiembre de 1909.
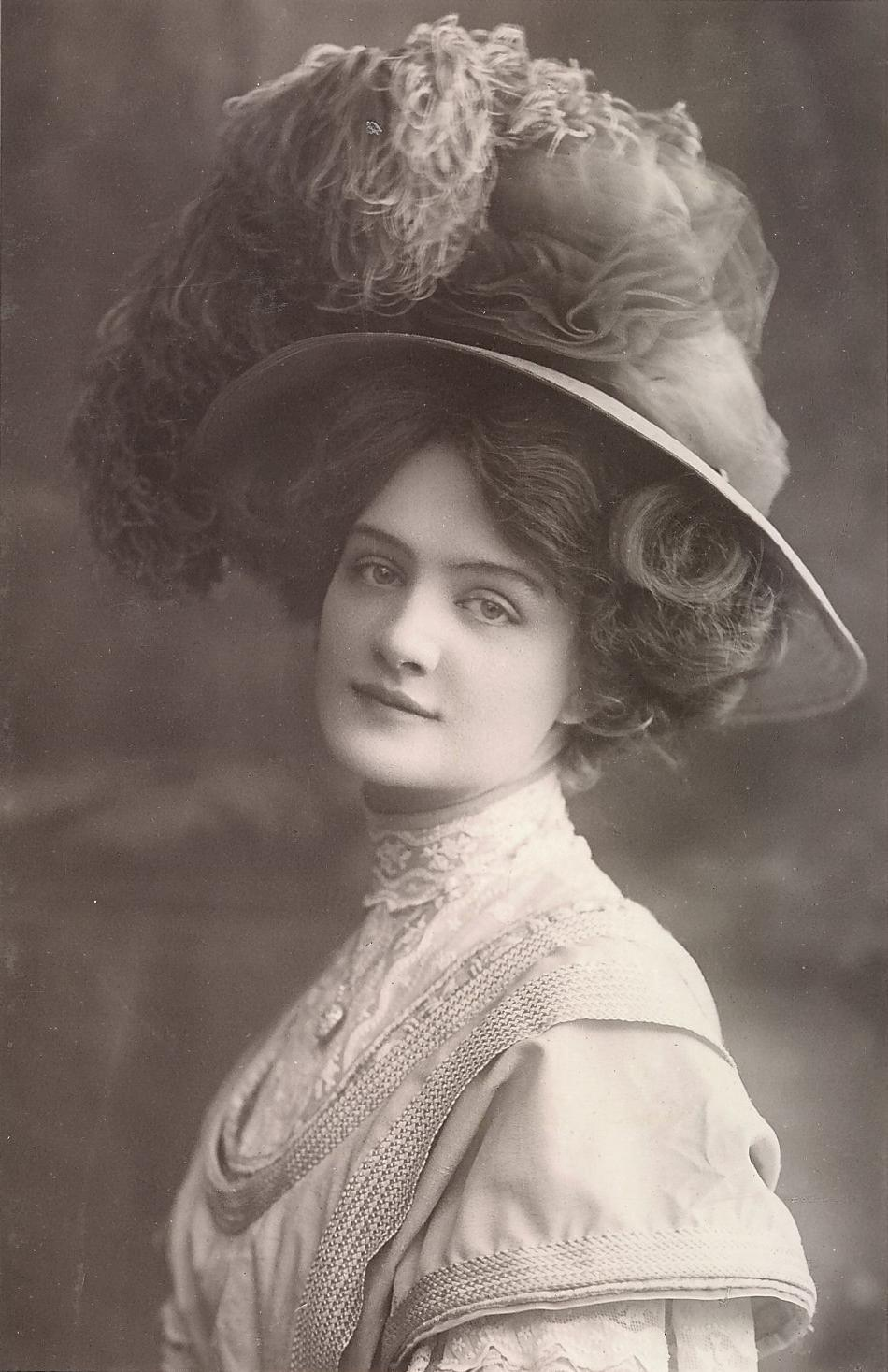
Elsie como Sonia en The Merry Widow, Londres – Tarjeta postal, con matasellos de octubre de 1907.

## Lectura adicional
- Beaton, C. "Lovely Lily Elsie", The rise and fall of the matinée idol, ed. A. Curtis (1974), pp. 3–19
- Elsie, Lily. "How to Succeed in Musical Comedy", Every-Woman's Encyclopaedia, circa 1911, vol. 30, pp. 3679–3681.
- Gänzl, Kurt. The Encyclopedia of the Musical Theatre, 2 vols. (1994)
- Gänzl, Kurt. The British musical theatre, 2 vols. (1986)
- Slattery-Christy, David. Anything But Merry!: The Life and Times of Lily Elsie, Authorhouse (2008) ISBN 1-4343-6812-2